# Dzika Baszta
Dzika Baszta – skała w lewych zboczach Doliny Brzoskwinki w miejscowości Chrosna w województwie małopolskim, w powiecie krakowskim, w gminie Liszki. Pod względem geograficznym znajduje się na Garbie Tenczyńskim (część Wyżyny Krakowsko-Częstochowskiej) w obrębie Tenczyńskiego Parku Krajobrazowego.
Dzika Baszta to wysoka skała tuż po lewej stronie Cygańskiej Turni. Obydwie znajdują się wśród drzew u podnóża zbocza na terenie prywatnym, w niewielkiej odległości od domu. wspinaczka na nich wymaga zgody właściciela terenu. Dzika Baszta ma wysokość 10-25 m, przez wspinaczy opisywana jest jako Dzika Baszta I, Dzika Baszta II, Dzika Baszta III,  Dzika Baszta IV i Dzika Baszta V. Ma pionowe lub przewieszone ściany z filarami, kominami i zacięciami.  Są na niej 34 drogi wspinaczkowe o trudności III – VI.5 w skali Kurtyki. Mają zamontowane punkty asekuracyjne – od 3 do 11 ringów (r) i stanowiska zjazdowe (st). Wystawa dróg wspinaczkowych: północno-zachodnia, północna, północno-wschodnia, południowo-wschodnia, południowo-zachodnia.

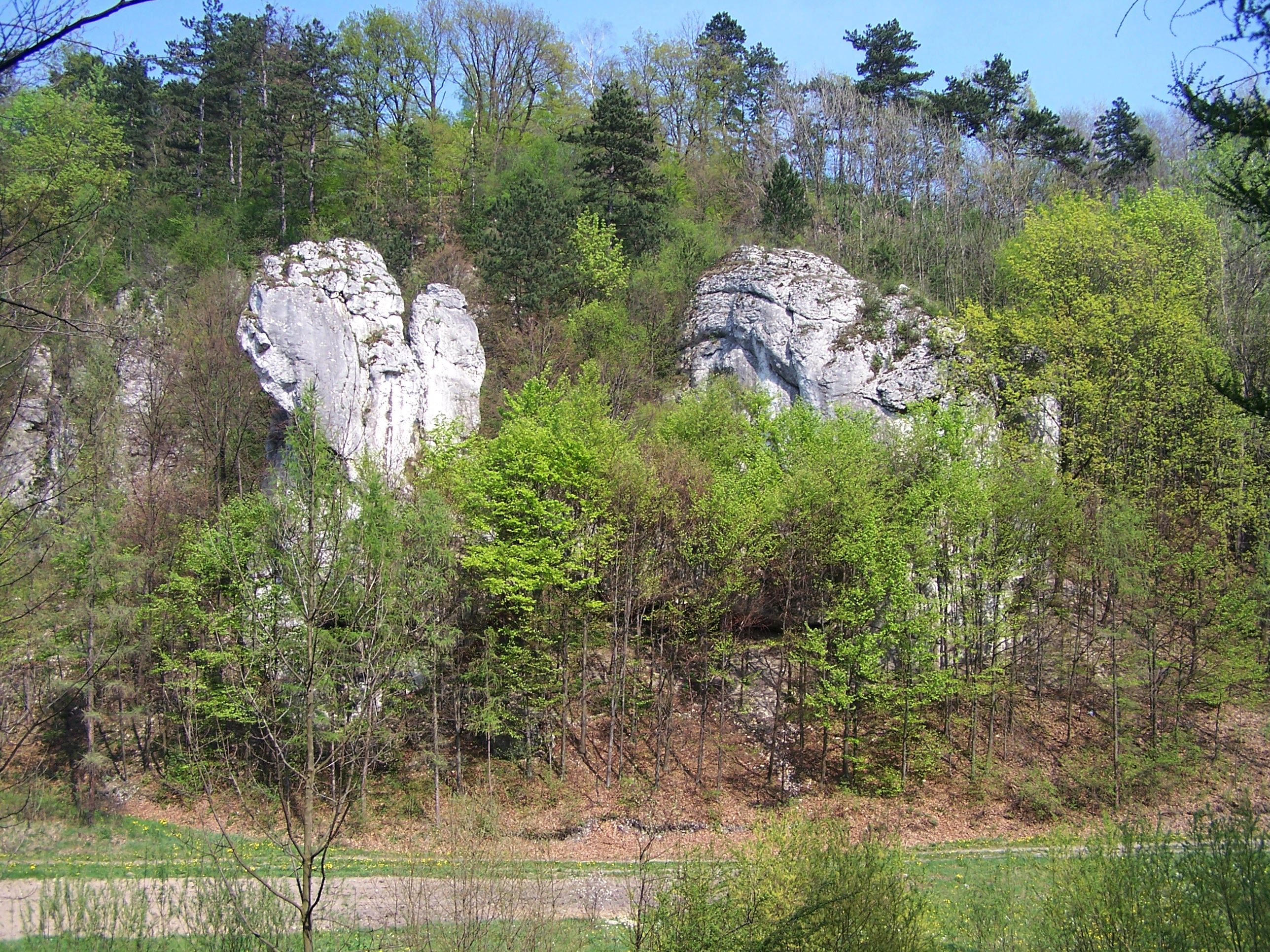
Dzika Baszta i Cygańska Turnia
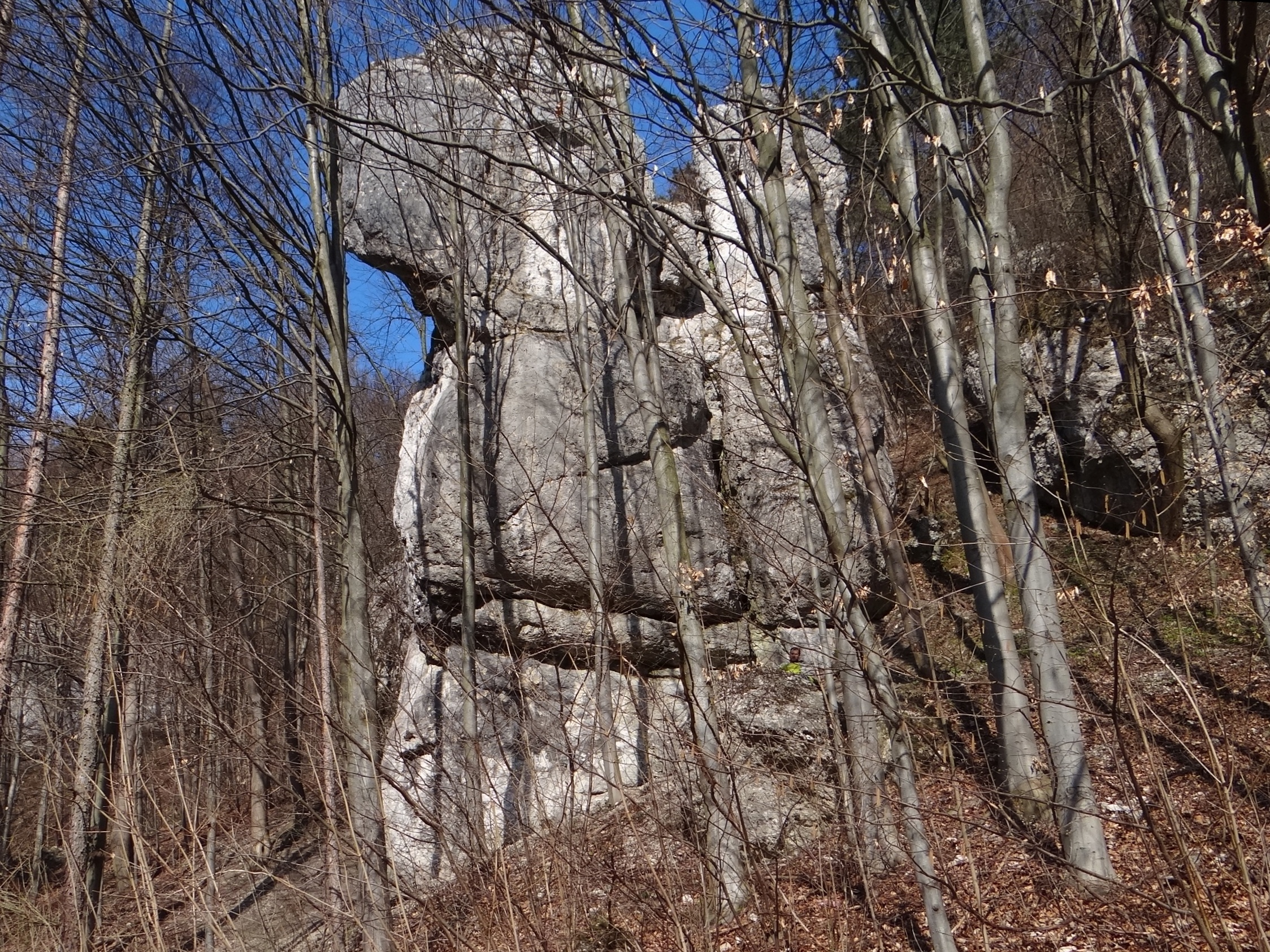
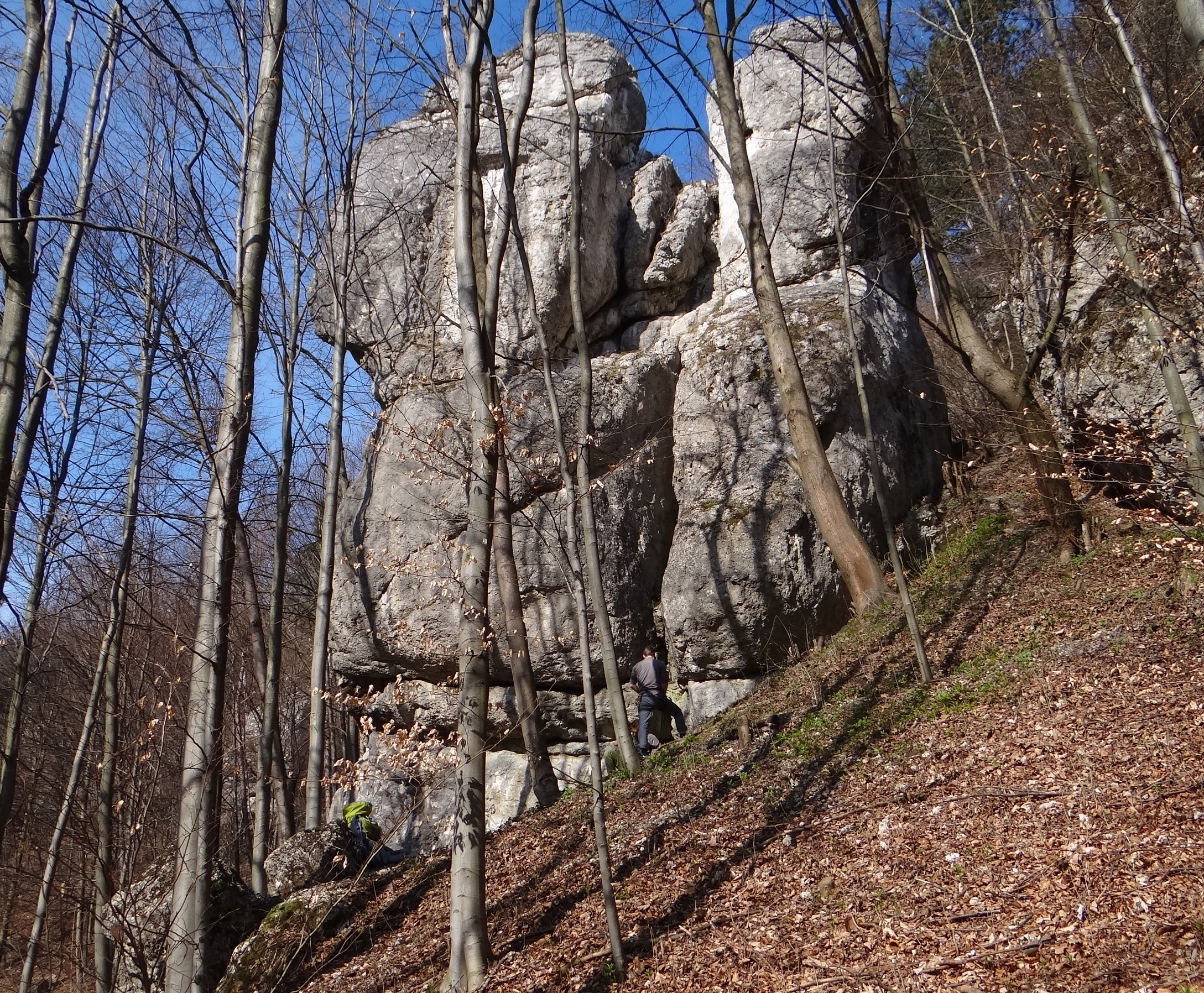
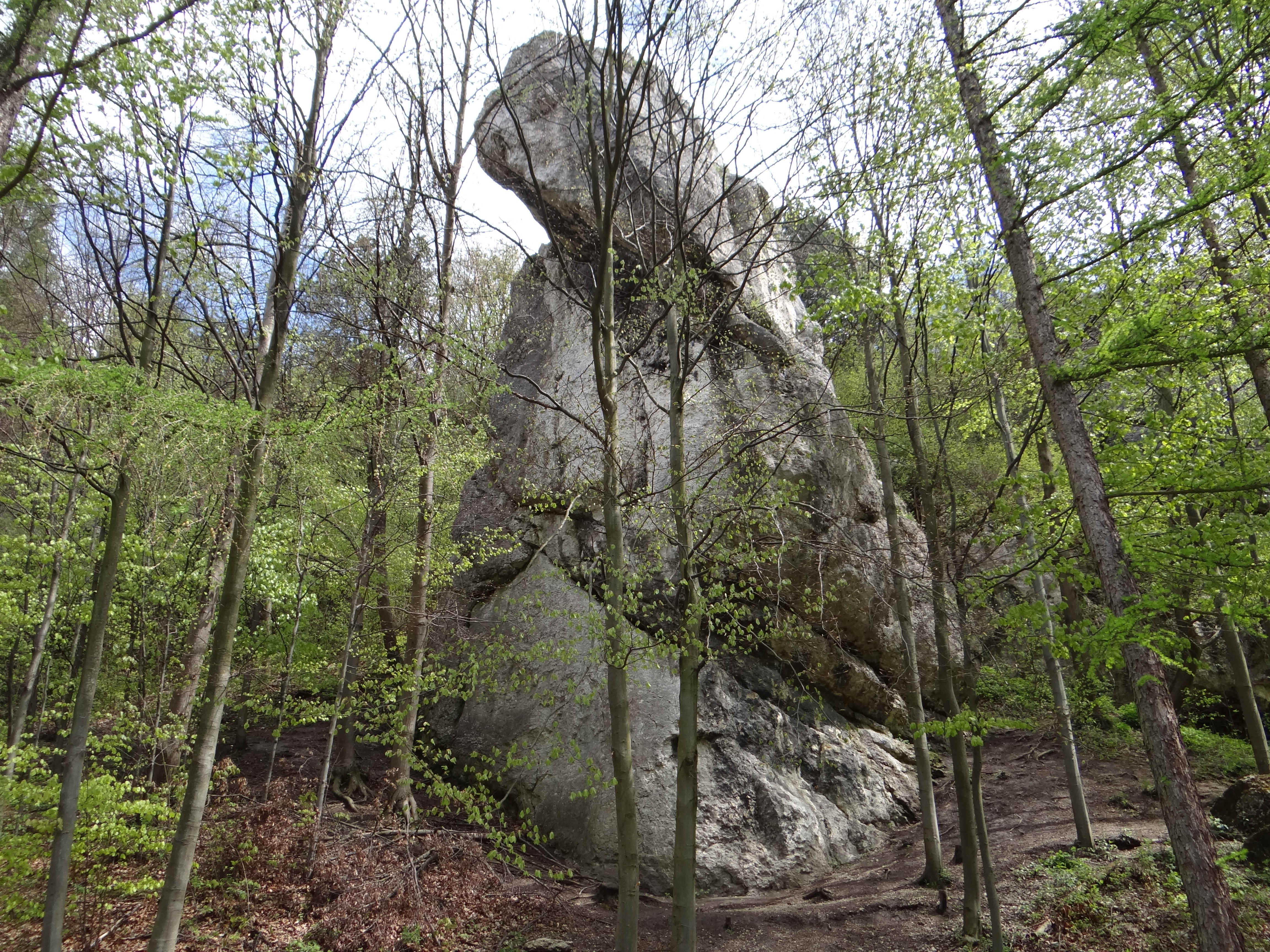
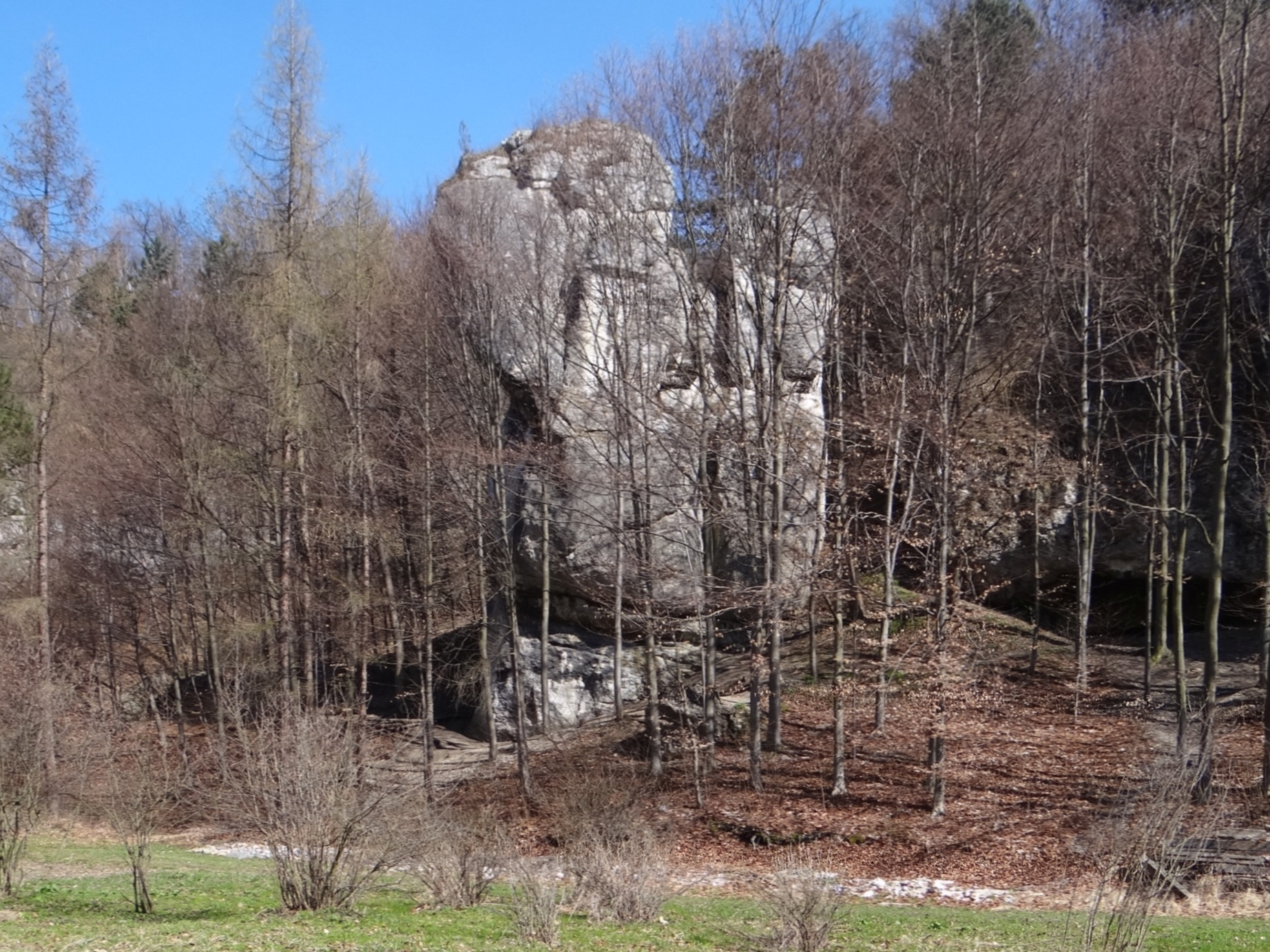

## Drogi wspinaczkowe
Dzika Baszta I
1. Tylny strzelec; 4r + st, VI, 10 m
2. Akuszer zza winka; 4r + st, VI.3, 10 m
3. Dzika mrówka; 4r + st, III+, 10 m
4. Droga pierwszych zdobywców; III, 12 m
5. LWS Czapla; V, 12 m

Dzika Baszta II
1. Działko 20 mm; 7r + st, VI.2+ ,12 m
2. Rysa Gadomskiego; 2r, IV+, 12 m

Dzika Baszta III
1. Kukuruźnik; 6r + st, VI+, 20 m
2. Droga pamięci Andrzeja Skwirczyńskiego; 8r + st, 20 m
3. IT 133; 8r + st 	VI.1+, 21 m
4. Chłopcy silni jak stal; 10r + st, VI.3+, 25 m
5. Parasol; 8r + st, VI.3, 21 m
6. Morowe panny; 10r + st, VI.4, 25 m
7. Dywizjon 303; 10r + st, VI.4, 25 m
8. Stukas; 6r 	VI.2, 25 m
9. Cyrk Skalskiego; 10r + st 	VI.1+, 23 m
10. Projekt (Tmavomodry svet); 8r + st, 25 m
11. Latająca forteca; 11r + st 	VI.4+, 25 m

Dzika Baszta IV
1. Liberator; 5r + st, VI.3, 25 m
2. Schwalbe; 9r + 2st, VI.4+, 25 m
3. Hellcat; 7r + st 	VI.4/4+, 0.00, 12 m
4. P-51 Mustang; 8r + 2st, VI.5, 24 m
5. F4F Wildcat; 12r + st, VI.3, 25 m
6. Hit and run; 8r + 2st, VI.3+, 25 m
7. Komin Gadomskiego; 8r, V, 25 m
8. Podwójna rysa; 3r + 2st, IV+, 27 m
9. Komin Kaskaderów; 5r + st, VI, 25 m
10. Agroturystyka; 8r + st, VI.3, 25 m
11. Jak rozpętałem I wojnę bukową; 8r + st, VI.1+, 25 m
12. Dzikie tłumy; 7r, V, 25 m

Dzika Baszta V
1. Plomba; 6r + st 	VI.1+, 15 m
2. Leszczynegger; 7r + st, VI.2, 15 m
3. Ekstradycja; 7r + st, VI.3+/4, 15 m
4. Guzikowcy; 5r + st, VI.5, 15 m[3].